# TrES-1
TrES-1是一個環繞著GSC 02652-01324的太陽系外行星，他跟太陽系裡的木星一樣，都是氣體行星，而且都適用氫和氦組成的，但跟木星不一樣的地方是它離它的母恆星很近，表面溫度很高，因此天存學家把它規類於“熱木星”